# Ernst Christian von Hubrig
Ernst Christian von Hubrig (* 1685; † 17. Mai 1741) war ein schlesischer Ratsherr, Stadtkämmerer, Rats- und Schöffenältester, Kommissar und Kaiserlicher Kommerzienrat. Im Jahr 1712 wurde er in den Ritterstand erhoben.

## Biographie

### Familie
Ernst Christian war ein Sohn des oelsnischen Regierungssekretärs Johann Ernst Hubrig, der nach Breslau einwanderte und daselbst Ratsherr wurde.
Ernst Christians Mutter Rosina war eine geborene von Goldbach und seit dem Jahr 1674 mit Johann Ernst verheiratet. Ernst Christians Schwiegervater Balthasar von Goldbach wurde im Jahr 1678 Ratsherr.
Otto Bardong nannte als Geschwister Ernst Christians: Rosine Elisabeth († 1755; ⚭ Gottlieb von Albrecht und Baumann), Ursula Helena (* 1682; † 1740; ⚭ Karl Moritz von Frankenberg) und Johann Ferdinand (* 1679; † 1696). Oskar Pusch hingegen nannte als Geschwister nur Rosine Elisabeth.

### Leben
Ernst Christian ging auf das Elisabeth-Gymnasium in Breslau und schrieb sich im Jahr 1699 an der Universität Leipzig zum Studium ein. Im Jahr 1704 studierte er an der Universität Frankfurt/Oder, später ging er auf Reisen.
Im Jahr 1712 wurde er Ratsherr in Breslau, laut Quelle nur ein Jahr. Im selben Jahr wurde er in den Ritterstand erhoben. Als Stadtkämmerer ist er in den Jahren 1723 bis 1737 belegt, 1738 bis 1740 war er Schöffenältester. Ratsältester und Kommissar war er bis ins Jahr 1741. In den Jahren 1738 bis 1740 war Ernst Christian gleichzeitig Kellerherr des Schweidnitzer Kellers.
Ernst Christian starb im Alter von 55 oder 56 Jahren.

### Ehen
Nach Oskar Pusch waren Ernst Christians Ehefrauen (in der Reihenfolge): 1. Rosine Caroline von Haupt (* 1708; † 1728), Tochter des Breslauer Landeshauptmanns Karl Heinrich von Haupt und der Rosina Margarethe von Goldbach; 2. eine geborene von Tarnau; 3. eine geborene Sachs von Löwenheim.
Bei Otto Bardong hießen die Ehefrauen (in der Reihenfolge): 1. Eleonore Sophie, Tochter des Ratsherren Hans Christian von Tarnau; 2. Rosine Caroline, geborene von Haupt (wie genannt); 3. Johanna Beate, geborene Menzel, verwitwete Goldammer.
Aus seiner Ehe mit Eleonore Sophie, geborener von Tarnau entstammten die Söhne Ernst Wilhelm und Karl Friedrich, die eng mit ihrem Professor Christian Wolff in Kontakt standen und sogar bei ihm wohnten.